# Кентен Буасгар
Кентен Буасгар (фр. Quentin Boisgard, нар. 17 березня 1997, Тулуза, Франція) — французький футболіст, атакувальний півзахисник клубу «Лор'ян».
На правах оренди виступає у клубі «По».

## Ігрова кар'єра
Кентен Буасгар народився у місті Тулуза і займатися футболом почав у місцевому клубі. Перед початком сезону 2017/18 футболіста було внесено у заявку першої команди. Дебютну гру в основі у турнірі Ліга 1 Буасгар провів 14 листопада 2017 року, коли у другому таймі вийшов на заміну у поєдинку проти «Нанта».
Влітку 2020 року, після того, як «Тулуза» вибула з Ліги 1, Буасгар перейшов до «Лор'яна», підписавши з клубом контракт на чотири роки. У січні 2023 року футболіст відправився в оренду до кінця сезону у клуб Ліги 2 «По».